# Barranc de la Gritella
El Barranc de la Gritella és un barranc del terme municipal de Cornudella de Montsant, a la comarca catalana del Priorat. Antigament pertanyia a l'antic terme de Siurana, actualment inclòs en el de Cornudella de Montsant.
És a la part oriental del terme, prop del límit amb la Febró; el termenal discorre paral·lel a llevant del barranc. Es forma al costat nord-est del Mas de l'Extremenyo per la unió dels barrancs del Carcaix, que prové del nord-oest, i Barranc de la Noguera, que ho fa del nord. Des d'aquest lloc davalla cap a migdia deixant a ponent el Mas del Gravat, a llevant el Mas d'en Gil i després el Grau del Gris i les Socarrades, i poc després a llevant el Mas de la Barba i el Grau del Mas. Al cap de poc desemboca al costat del Molí de l'Esquirola en el riu de Siurana.